# Estadio Giuseppe Sinigaglia
El Estadio Giuseppe Sinigaglia es un estadio de fútbol de la ciudad de Como, Lombardía. Es el campo del Como 1907, equipo de la Serie A. 

## Historia
Como la ciudad de Como carecía de estadio, se decidió construirlo con motivo de las Fiestas de la Volta de 1927. Las obras comenzaron en octubre de 1926 en el terreno del preexistente campo deportivo Garibaldi, donado por el alcalde Carlo Baragiola.Diseñado por el arquitecto Giovanni Greppi de Milán, el estadio estaba equipado con dos pistas: un velódromo de 500 metros y una pista de atletismo de 450 metros, que rodeaba el campo de fútbol de aproximadamente 7200 metros cuadrados: la capacidad total de las gradas era de 6000 personas.
El estadio fue inaugurado el 30 de julio de 1927 y está dedicado a Giuseppe Sinigaglia (1884-1916), un voluntario de guerra condecorado por su valor, que murió como un héroe en el monte San Michele. Había practicado diversas disciplinas: había sido campeón mundial de remo, luchador, corredor, saltador, lanzador de disco en Campo Garibaldi.
De 1960 a 1974 finalizó en este estadio el Giro de Lombardía.Posteriormente, a partir de 1975, la Sinigaglia fue objeto de diversas intervenciones y modificaciones que desvirtuaron parcialmente sus características originales: se eliminaron las pistas de atletismo y de ciclismo, con la posterior reconstrucción de la tribuna central y el alargamiento de las gradas hasta los bordes del campo de juego. campo después de instalar gradas metálicas. 
En este contexto, también se cerró la abertura en el medio de este tramo de la escalinata, lo que permitía ver el lago desde la tribuna cubierta. La curva oeste (también conocida como "curva azul" o "curva Como", hogar de los grupos de fans organizados) fue completamente reconstruida en 2002 con una peculiar estructura con dos escalones metálicos escalonados, que forman una cuña que se extiende hacia el exterior del Instalaciones del estadio, con una capacidad de aproximadamente 5000 asientos. Luego se agregaron más gradas falsas en la esquina este (parcialmente dedicada a los fanáticos visitantes), cuya parte de ladrillo fue reconstruida. 
En la temporada 2002-03, el club pudo jugar en la Serie A en unas instalaciones con unas 14.000 plazas. El posterior declive de la empresa, con quiebras y reinicios del amateurismo, provocó una drástica reducción del aforo autorizado, que cayó a menos de 5.000 plazas tras el cierre de la parte "histórica" de los distintos y de la sección "home".

## Diseño
La capacidad del estadio es de 11.985 espectadores. En la última temporada en la que Como jugó en la Serie A, es decir, antes de las obras en la esquina visitante, la capacidad era de 13.900 asientos. A lo largo de los años, la capacidad máxima ha sido variada varias veces y adaptada a las categorías en las que competía Como, a las necesidades y estándares de seguridad. Finalmente, una peculiaridad del estadio es que está prácticamente a la orilla del lago, lo que es claramente visible desde la mayoría de las gradas.
Para la temporada 2023-24, en la que el club italiano disputó la Serie B, la capacidad comercial del estadio rondaba las 7.000 plazas, cifra que se incrementó varias veces durante la temporada. Al 1 de marzo de 2024, los asientos reales eran 7.798, de los cuales 3.960 en la esquina oeste, 800 en las gradas separadas, 2.338 en la tribuna central y 700 en la esquina este - invitados. Dada la presencia de la base de hidroaviones, dos de las cuatro torres de luz que iluminan el campo (las de los lados de la curva oeste) están pintadas de blanco y rojo; justo al lado de uno de ellos también hay una manga de viento. La contaminación lumínica resultante ha sido a menudo una fuente de incomodidad para las operaciones aéreas.
En mayo del 2024, el club obtuvo el ascenso a la máxima categoría del fútbol italiano. Tras la promoción se consideró que el uso del Sinigaglia durante la temporada 2024-25 estaba en duda dado que el estadio no cumplía con los requisitos mínimos de capacidad establecidos por la liga. Sin embargo, durante el verano de 2024 se añadieron 3,666 asientos adicionales para cumplir con los lineamientos mínimos de la Serie A, en febrero de 2025 se añadieron otros 175 asientos en la zona de visitante, sumando una capacidad permitida de 10,759 espectadores para los juegos en Serie A.